# Lucinoma aequizonata
Lucinoma aequizonata is een tweekleppigensoort uit de familie van de Lucinidae. De wetenschappelijke naam van de soort is voor het eerst geldig gepubliceerd in 1890 door Stearns.